# 马嘉里
奥古斯都·雷蒙德·马嘉里（英語：Augustus Raymond Margary，1846年5月26日—1875年2月21日），英国驻华公使馆特派书记翻译官，1875年在大清雲南曼允被殺引發滇案（又稱「馬嘉理事件」）而聞名。此外他因为在洱海采集了螺蛳属的模式种螺蛳标本，因此螺蛳属的拉丁学名Margarya取自他的姓氏。